# 이홍영
이홍영(1969년~ )은 前 대한민국 대통령비서실 행정관이다.

## 학력
- 경희대학교 행정학과

## 경력
- 국회의원 이재정 비서관
- 열린우리당 원내대표실 기획부팀장
- 열린우리당 정책위원회 교육부장
- 통일부장관 정책보좌관
- 서울특별시 정무비서관
- 국회의원 홍익표 보좌관
- 경기도교육청 기획조정실 정책기획관
- 대통령비서실 행정관